# Nekrolog 1604
Nekrolog
◄◄
| ◄
| 1600
| 1601
| 1602
| 1603
| 1604 | 1605 | 1606 | 1607 | 1608 | ► | ►►
Weitere Ereignisse | Allgemeiner Nekrolog 1604
Die Beschreibung der verstorbenen Person sollte so kurz wie möglich gehalten sein und nur deren signifikante Tätigkeit(en) enthalten.
Neue Namen ggf. auch unter dem Geburts- und Sterbedatum, also etwa unter 1. Januar und im Geburts- und Sterbejahr (2024) eintragen (nur bei entsprechender großer Wichtigkeit). Für Beispiele siehe die schon vorhandenen Artikel.
Außerdem über die fünf zuletzt Verstorbenen, zu denen es einen ausreichend guten Artikel für eine Präsentation auf der Hauptseite gibt, nach der todesbedingten Überarbeitung der Artikel ggf. auch unter Wikipedia Diskussion:Hauptseite informieren und sie am besten auch in den anderen Wikipedia-Sprachversionen eintragen. Tipp: Regelmäßig bei news.google.de nach „ist tot“, „gestorben“ oder „verstorben“ suchen.
Wenn eine Person gestorben ist, gibt es viele Seiten zu dieser Person in der Wikipedia, die davon auch betroffen sind und entsprechend aktualisiert werden müssen. Beispiele: Namenübersichtsseite, Geburtsjahr, Geburtsort-Seiten und viele mehr.
Wie finde ich die betroffenen Seiten?
Im Suchfeld auf der linken Seite gibt man den Suchbegriff so ein: „Vorname Nachname“. Dann klickt man auf Volltext und alle Seiten mit entsprechendem Suchtext werden aufgerufen. Hier sieht man dann schnell, wo auch das Todesjahr Sinn macht oder sogar ein Teil des Artikels angepasst werden muss. Auch hilft das „Werkzeug“ auf der linken Seite sehr gut, um solche Seiten aufzufinden: „Links auf diese Seite“. Somit ist die Wikipedia wieder aktuell in allen Bereichen! Hinweis: bei Eintragung der Kategorie „Gestorben JAHR“ wird der Missbrauchsfilter 49 ausgelöst, was jedoch nicht schlimm ist. Siehe: Spezial:Missbrauchsfilter/49
Dies ist eine Liste von im Jahr 1604 verstorbenen bekannten Persönlichkeiten. Die Einträge erfolgen innerhalb der einzelnen Daten alphabetisch sortiert. Tiere sind im Nekrolog für Tiere zu finden.

## Januar
| Tag        | Name                                       | Beruf, bekannt als                                                     | Alter | Beleg |
| ---------- | ------------------------------------------ | ---------------------------------------------------------------------- | ----- | ----- |
| 4. Januar  | Hermann von Manderscheid-Blankenheim       | Graf von Manderscheid-Blankenheim, kaiserlicher Gesandter und Sammler  | 68    |       |
| 4. Januar  | Franz Nádasdy von Fogarasföld              | ungarischer Adliger, der den Beinamen „Der schwarze Ritter“ trug       |       |       |
| 11. Januar | Johann Adam von Bicken                     | Erzbischof und Kurfürst von Mainz                                      | 39    |       |
| 11. Januar | Johann Georg von Hallwyl                   | Bischof von Konstanz                                                   |       |       |
| 18. Januar | Dorothea Katharina von Brandenburg-Ansbach | Prinzessin von Brandenburg-Ansbach, durch Heirat Burggräfin von Meißen | 65    |       |
| 23. Januar | Joachim Ulrich von Neuhaus                 | böhmischer Adliger und Prager Burggraf                                 | 24    |       |
| 23. Januar | Melchior Junius                            | deutscher Rhetoriker und Humanist                                      | 58    |       |

## Februar
| Tag         | Name                 | Beruf, bekannt als                                                               | Alter | Beleg |
| ----------- | -------------------- | -------------------------------------------------------------------------------- | ----- | ----- |
| 1. Februar  | Johannes Zuidlareus  | Theologe und Prediger der Reformationszeit                                       |       |       |
| 10. Februar | Cyriacus Spangenberg | Theologe, Pfarrer                                                                | 75    |       |
| 11. Februar | Albert Hunger        | römisch-katholischer Theologe und Hochschullehrer                                |       |       |
| 13. Februar | Catherine de Bourbon | Regentin des Königreichs Navarra (1577–1592), Ehefrau des Herzogs von Lothringen | 45    |       |
| 20. Februar | Mateu Fletxa el Jove | katalanischer Komponist                                                          |       |       |
| 24. Februar | Christoph Pezel      | reformierter Theologe                                                            | 64    |       |
| 29. Februar | John Whitgift        | Erzbischof von Canterbury                                                        |       |       |
| Februar     | Jochim Wernecke      | Lübecker Bildschnitzer der Spätrenaissance                                       |       |       |

## März
| Tag      | Name                      | Beruf, bekannt als                           | Alter | Beleg |
| -------- | ------------------------- | -------------------------------------------- | ----- | ----- |
| 1. März  | Leonhard Baumhauer        | deutscher Bildhauer der Renaissance          |       |       |
| 2. März  | Giuseppe Brizio           | italienisch-polnischer Architekt             |       |       |
| 3. März  | Álvaro Manrique de Zúñiga | Vizekönig von Neuspanien                     | 71    |       |
| 3. März  | Fausto Sozzini            | unitarischer Theologe                        | 64    |       |
| 7. März  | Minuccio Minucci          | Erzbischof von Zadar                         | 53    |       |
| 13. März | Arnaud d’Ossat            | französischer Kardinal, Bischof und Diplomat | 66    |       |
| 21. März | Philipp von Rodenstein    | Bischof von Worms (1595–1604)                |       |       |
| März     | Étienne Dupérac           | französischer Maler, Radierer und Architekt  |       |       |

## April
| Tag       | Name                                       | Beruf, bekannt als               | Alter | Beleg |
| --------- | ------------------------------------------ | -------------------------------- | ----- | ----- |
| 6. April  | John Hamilton, 1. Marquess of Hamilton     | schottischer Adliger             |       |       |
| 14. April | Ernst Friedrich                            | Markgraf von Baden-Durlach       | 43    |       |
| 14. April | Otto Friedrich Schutzbar genannt Milchling | deutscher Universitätsrektor     | 40    |       |
| 20. April | Georg Besserer                             | deutscher evangelischer Theologe | 59    |       |
| 30. April | Liborius Wichard                           | Bürgermeister von Paderborn 1604 |       |       |

## Mai
| Tag     | Name                        | Beruf, bekannt als                                                                                              | Alter | Beleg |
| ------- | --------------------------- | --- | ----- | ----- |
| 4. Mai  | Johannes Freder der Jüngere | deutscher Professor für Theologie                                                                               | 60    |       |
| 5. Mai  | Claudio Merulo              | venetianischer Komponist und Organist der Spätrenaissance                                                       | 71    |       |
| 10. Mai | Christoph von Degenfeld     | Obervogt in Göppingen und Blaubeuren, württembergischer Oberstlandhofmeister                                    |       |       |
| 13. Mai | Christine von Hessen        | Herzogin von Holstein-Gottorf                                                                                   | 60    |       |
| 17. Mai | Otto von Qualen             | Amtmann in Schwabstedt und Tondern                                                                              |       |       |
| 22. Mai | Heinrich von Spreckelsen    | Hamburger Ratsherr                                                                                              |       |       |
| 25. Mai | Cornelius Becker            | deutscher lutherischer Theologe und Kirchenlieddichter                                                          | 42    |       |
| 25. Mai | Peter Ernst I. von Mansfeld | Statthalter der spanischen Krone in den Niederlanden, Luxemburg und Brüssel; Feldmarschall der spanischen Armee | 86    |       |
| 28. Mai | Johann von Wattenwyl        | Schultheiss von Bern                                                                                            |       |       |
| Mai     | Jean Nicot                  | französischer Diplomat und Lexikograph                                                                          |       |       |

## Juni
| Tag      | Name                               | Beruf, bekannt als                                                                                              | Alter | Beleg |
| -------- | ---------------------------------- | --- | ----- | ----- |
| 1. Juni  | Arnold Clapmarius                  | deutscher Staatsrechtler und Hochschullehrer                                                                    | 30    |       |
| 5. Juni  | Thomas Muffet                      | englischer Arzt und Naturforscher                                                                               |       |       |
| 8. Juni  | Dietrich von Weyer                 | Jurist, kurfürstlicher Rat sowie Gesandter und Truppen-Inspekteur der Republik der Sieben Vereinigten Provinzen |       |       |
| 11. Juni | Valentin Schindler                 | deutscher Philologe und Orientalist                                                                             | 61    |       |
| 13. Juni | Everwin von Droste zu Hülshoff     | katholischer Reformator, Priester und Dechant zu Münster                                                        |       |       |
| 18. Juni | Johann Conrad Meyer                | Schweizer Bürgermeister und Politiker                                                                           | 60    |       |
| 24. Juni | Edward de Vere, 17. Earl of Oxford | englischer Adeliger                                                                                             | 54    |       |
| 26. Juni | Friedrich Runge                    | deutscher evangelisch-lutherischer Theologe                                                                     | 45    |       |

## Juli
| Tag      | Name                                | Beruf, bekannt als                                                     | Alter | Beleg |
| -------- | ----------------------------------- | ---------------------------------------------------------------------- | ----- | ----- |
| 4. Juli  | Zacharias Schilter                  | deutscher lutherischer Theologe                                        | 63    |       |
| 7. Juli  | David Runge                         | deutscher lutherischer Theologe                                        | 39    |       |
| 16. Juli | Robert Grissold                     | englischer Laienkatholik, Märtyrer und Seliger der katholischen Kirche |       |       |
| 13. Juli | Philipp II. Kratz von Scharfenstein | Bischof von Worms (1604)                                               |       |       |
| 26. Juli | Wilhelm Bernhard Berlin             | Bürgermeister von Heilbronn                                            |       |       |
| 26. Juli | Obertus Giphanius                   | deutscher Philologe und Jurist                                         |       |       |

## August
| Tag        | Name               | Beruf, bekannt als                                   | Alter | Beleg |
| ---------- | ------------------ | ---------------------------------------------------- | ----- | ----- |
| 12. August | Johann I.          | Herzog von Pfalz-Zweibrücken                         | 54    |       |
| 15. August | Matthias Schober   | Abt des Klosters Sankt Mang                          |       |       |
| 16. August | Johann Seidel      | sächsischer Jurist und Bürgermeister von Leipzig     |       |       |
| 20. August | Nikolaus Varnbüler | württembergischer Rechtswissenschaftler und Diplomat | 84    |       |
| 29. August | Otto Heinrich      | Pfalzgraf und Herzog von Pfalz-Sulzbach              | 48    |       |

## September
| Tag           | Name                      | Beruf, bekannt als                                            | Alter | Beleg |
| ------------- | ------------------------- | ------------------------------------------------------------- | ----- | ----- |
| 12. September | Ludwig Günther von Nassau | Graf von Nassau-Katzenelnbogen                                | 29    |       |
| 13. September | Gillis de Greve           | niederländischer Kaufmann                                     |       |       |
| 17. September | Henning Brabandt          | Braunschweiger Bürgerhauptmann und herzoglicher Hofprokurator |       |       |
| 17. September | Lucas Osiander der Ältere | deutscher lutherischer Theologe                               | 69    |       |
| 19. September | David Crolle              | lutherischer Theologe                                         |       |       |
| 30. September | Gabriel Vásquez           | spanischer Theologe                                           | 55    |       |

## Oktober
| Tag         | Name                                   | Beruf, bekannt als                                      | Alter | Beleg |
| ----------- | -------------------------------------- | ------------------------------------------------------- | ----- | ----- |
| 7. Oktober  | Bernhard Marschalk von Ostheim         | Statthalter der Grafschaft Henneberg und Mäzen          | 72    |       |
| 8. Oktober  | Jan van der Does                       | niederländischer Gelehrter, Dichter und Staatsmann      | 58    |       |
| 9. Oktober  | Ludwig IV.                             | Landgraf von Hessen-Marburg                             | 67    |       |
| 16. Oktober | Stephanus Winandus Pighius             | niederländischer Humanist und Prinzenerzieher           |       |       |
| 18. Oktober | Igram van Achelen                      | friesischer Politiker                                   |       |       |
| 22. Oktober | Domingo Báñez                          | spanischer Theologe und Dominikaner, Hochschullehrer    | 76    |       |
| 24. Oktober | Za Dengel                              | Negus Negest (Kaiser) von Äthiopien                     |       |       |
| 25. Oktober | Claude de La Trémoille, duc de Thouars | Herzog von Thouars und La Trémouille, Fürst von Talmond |       |       |

## November
| Tag          | Name                                                         | Beruf, bekannt als                                                                               | Alter | Beleg |
| ------------ | ------------------------------------------------------------ | ------------------------------------------------------------------------------------------------ | ----- | ----- |
| 1. November  | Dietrich Marschall                                           | Erbmarschall in Thüringen, kursächsischer Hofbeamter und Rittergutsbesitzer in Herrengosserstedt |       |       |
| 17. November | Arnold Mylius                                                | deutscher Buchhändler                                                                            | 64    |       |
| 21. November | Hercule                                                      | Herrscher von Monaco (1589–1604)                                                                 | 42    |       |
| 21. November | John Thynne                                                  | englischer Adliger und Politiker                                                                 | 49    |       |
| 23. November | Francesco Barozzi                                            | venezianischer Mathematiker                                                                      | 67    |       |
| 28. November | Margaretha Elisabeth von Manderscheid-Blankenheim-Gerolstein | Äbtissin im Stift Freckenhorst und Fürstäbtissin im Stift Essen                                  |       |       |

## Dezember
| Tag          | Name               | Beruf, bekannt als | Alter | Beleg |
| ------------ | ------------------ | ------------------ | ----- | ----- |
| 16. Dezember | Georgius Koppehele | deutscher Theologe |       |       |

## Datum unbekannt
| Tag                    | Name                    | Beruf, bekannt als                                                                      | Alter | Beleg |
| ---------------------- | ----------------------- | --------------------------------------------------------------------------------------- | ----- | ----- |
|                        | Nicolas Barnaud         | französischer Hugenotte, politischer Schriftsteller, Alchemist und Arzt                 |       |       |
|                        | Gerrit Bicker           | Bürgermeister von Amsterdam, Händler                                                    |       |       |
|                        | Giacomo del Duca        | italienischer Architekt und Skulpteur                                                   |       |       |
|                        | Juan Fernández          | spanischer Entdecker                                                                    |       |       |
|                        | Johann tom Ring         | Maler                                                                                   |       |       |
|                        | Jakob Krčín von Jelčany | Deichbauer und Wirtschaftsverwalter im Dienst der böhmischen Adelsfamilie von Rosenberg |       |       |
|                        | Thomas Jones            | walisischer Politiker, Mitglied des House of Commons                                    |       |       |
|                        | Hans Lampe              | Baumeister der deutschen Renaissance                                                    |       |       |
|                        | Andreas Laubmajer       | deutscher Jurist und Hochschullehrer                                                    |       |       |
|                        | Pedro Lisperguer        | deutscher Konquistador in spanischen Diensten, chilenischer Kolonialaristokrat          |       |       |
|                        | Petrus Marmagen         | Abt des Prämonstratenserklosters Arnstein an der Lahn                                   |       |       |
|                        | Gerónimo de Mendieta    | spanischer Missionar und Historiker                                                     |       |       |
|                        | Bernardino de Mendoza   | spanischer Diplomat und Schriftsteller                                                  |       |       |
|                        | Johann Nesenus          | norwegischer Komponist                                                                  |       |       |
|                        | Paul Oderborn           | deutschbaltischer evangelischer Geistlicher, Superintendent von Kurland                 | ≈49   |       |
|                        | Polydor von Montagnana  | Geistlicher                                                                             |       |       |
|                        | Johannes Huldrich Ragor | Schweizer Theologe und Kalendermacher                                                   | ≈70   |       |
|                        | Christian Schmiterlow   | deutscher lateinischer Dichter                                                          |       |       |
| November oder Dezember | Richard Topcliffe       | englischer Großgrundbesitzer, Abgeordneter und Mitglied der Anwaltskammer Gray’s Inn    |       |       |